# Вівчарик зелений
Вівча́рик зеле́ний (Phylloscopus trochiloides) — дрібний перелітний птах родини вівчарикових. За походженням — східноазійський вид. Поширений в Азії та Європі, має кільцевий ареал, який утворився в ході розселення. Протягом останнього століття розширює ареал, заселяючи Європу. В Україні гніздовий, перелітний птах.

## Опис

### Морфологічні ознаки

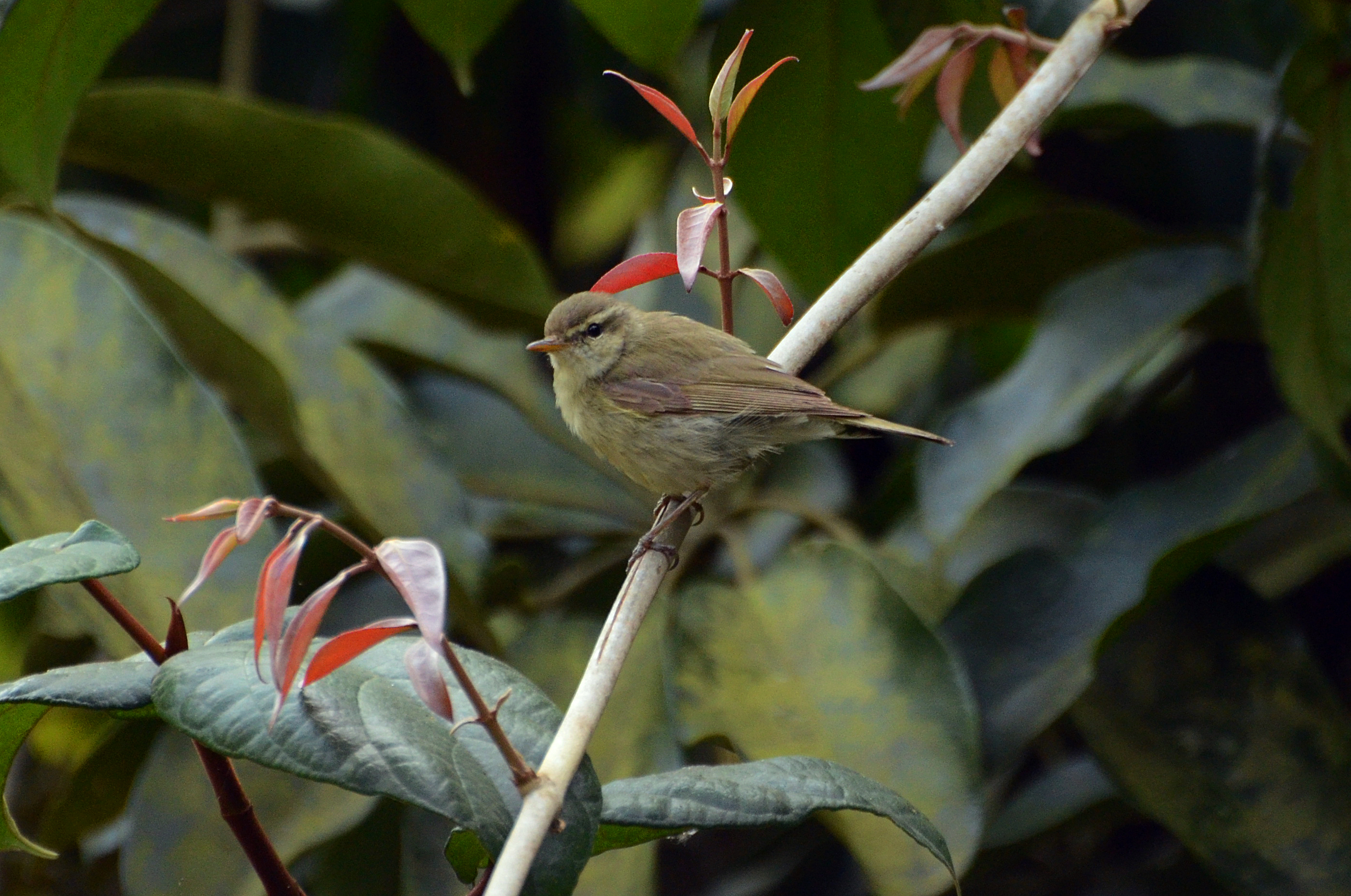

Маса тіла 7-8 г, довжина тіла близько 11 см. Зверху сірувато-зелений; над оком світла «брова»; низ сіруватий; на покривних перах крила білувата смужка, іноді непомітна; махові і стернові пера бурі; дзьоб темно-бурий, біля основи світліший; ноги сірувато-бурі.
Від більшості вівчариків відрізняється білуватою смужкою на крилі, але від жовточеревого вівчарика у позашлюбному оперенні за цією ознакою відрізнити дуже важко; достовірно від усіх вівчариків відрізняється піснею.

### Звуки
Пісня має чітко фіксовану структуру — це коротке мелодійне щебетання, яке наприкінці прискорюється і нерідко різко обривається. Пісня дещо подібна до підкоришника звичайного. Поклик — двоскладове «тсі — лі».

## Підвиди
Виділяють декілька підвидів, взаємовідносини між якими є дискусійними:
Східна група:
- Phylloscopus trochiloides trochiloides — південна частина Гімалаїв, на схід у Непалі і західний Китаї;
- Phylloscopus trochiloides obscuratus — провінція Ґаньсу та прилеглі території (Китай);

Західна група:
- Phylloscopus trochiloides viridanus — Західний Сибір, на захід до північно-західної Європи, на схід на південь до північно-західної Індії.

## Поширення та біотопи

Жовтий: P. t. trochiloides, помаранчевий: P. t. obscuratus, червоний: P. t. plumbeitarsus, зелений: P. t. «ludlowi», блакитний: P. t. viridanus. Ареал P. t. nitidus на Кавказі не зображено

Східноазійський вид. Найбільш ймовірно його батьківщиною були Гімалаї та Центральна Азія, звідки вид широко поширився у наш час.
Детальний генетичний аналіз показав, що «історичною батьківщиною» виду є південна частина ареалу, де у наш час мешкає підвид P. t. trochiloides. Сучасний кільцевий ареал виду складається з форм, що послідовно переходять одна в одну, оминаючи Тибетське плато. Єдиним різким переходом між формами є північна частина кільця, де зустрілися два підвиди, що найбільше розійшлися в процесі еволюції — viridanus та plumbeitarsus. Нині вони не гібридизують між собою. У ході еволюції вівчарики з півдня розселялися двома шляхами — східним і західним (див. рис.). Це відбулося 1-2 млн років тому. На певному етапі розселення у районі Західних Гімалаїв кільце було розірвано і підвиди в умовах алопатрії деякий час накопичували відмінності. Надалі trochiloides та viridanus розширили свої ареали назустріч один одному і стали безперешкодно схрещуватися, утворивши гібридну зону, населення якої орнітологи інтерпретували як окремий підвид ludlowi. Попри відхилення від класичної схеми формування кільцевого виду, зеленого вівчарика вважають одним із класичних прикладів таких випадків. Надалі ареал підвиду viridanus розширився на захід.
До Європи зелені вівчарики вперше дісталися наприкінці XIX ст. Перші зальоти орнітологи реєстрували в 1871—1906 роках, після чого майже на 20 років птахи зникли. На початку 1930-х років раптом зелені вівчарики у великій кількості з'явилися на північному заході Європи і почали тут гніздитись. Наступна хвиля розселення, що відбулася в 1950-1960-х роках, досягнула Прибалтики. Потім — знову занепад, а в 1970-х роках — нова хвиля мігрантів. З того часу вид заселив лісову зону Європейської Росії.
Сучасний ареал вівчарика зеленого обіймає середню і південну тайгу, мішані ліси від східної Центральної та Східної Європи до Тихого океану, а також гірські хвойні ліси центральноазійських високогірних масивів. Ареал виду в останні десятиліття сильно розширився на захід, у даний час його західна межа проходить по німецькій землі Мекленбург-Передня Померанія.
Зелені вівчарики — перелітні птахи, зимують на півострові Індокитай, що підтверджує азійське походження цього виду.
На території України поширений у північно-східному регіоні.
На рівнинах оселяється на розріджених або прояснених ділянках різноманітних хвойних, листяних або мішаних лісів і їх узліссях, старих занедбаних садах і гаях. У період міграцій трапляється в різних біотопах. Тримається переважно в кронах високих дерев біля освітлених місць з нерівним рельєфом.

## Чисельність
Чисельність у Європі оцінено в 12-15 млн пар (більша частина гніздиться в Росії), в Україні — лише 40—70 пар. Чисельність в Європі зростає.

## Розмноження
Характерною рисою виду є приуроченість до зімкнених вискостовбурових лісів (як листяних, так і темнохвойним) та розташування гнізд обов'язково біля вертикально розташованих виходів ґрунту. Прилітають дуже пізно – у середній смузі наприкінці травня та навіть на початку червня. Першими на місця гніздування повертаються самці, які піснею позначають гніздову ділянку. Самки, які прилітають окремо, беруться до облаштування гнізда. Воно влаштовано на землі або на невеликій висоті над нею. Найчастіше птахи розміщують його на землі з порушеним трав'яним покривом або грудками голої землі. Воно розташоване під прикриттям нависаючого пучка трави, куща або поваленого дерева на більш-менш крутому схилі ущелини, лісового яру, балки, ями або канави. Форма гнізда, як і у інших вівчариків, куляста або еліпсоподібна, складається воно майже виключно з досить пухко складених грудочок моху, скріплених стеблами трави і шматочками торішнього листя. Лоток вистелений невеликою кількістю кінського волосся або шерсті. Кладка складається з 5-6 чисто білих без будь-яких плям яєць з ніжним жовтувато-рожевим відтінком.
У зеленого вівчарика в популяції доволі багато співаючих, але холостих самців. Такі самці можуть з'являтися на певній ділянці лісу на короткий період протягом усього літа. Тому зустріч співаючого самця не завжди є свідченням гніздування виду.